# メキシコカワガラス
メキシコカワガラス（学名：Cinclus mexicanus）は、スズメ目カワガラス科に分類される鳥類の一種。
- 南北アメリカ大陸（新北区、新熱帯区）に生息する。
- ユーラシア大陸（旧北区）のカワガラスの近縁種。